# Vädersolstavlan
Le Vädersolstavlan est une peinture représentant un parhélie observé au-dessus de la ville de Stockholm le 20 avril 1535. Son nom signifie littéralement « la peinture du soleil du temps », vädersol (« soleil du temps ») étant le nom de ce phénomène optique en suédois. Il s'agit de la plus ancienne représentation en couleurs connue de Stockholm, et la plus ancienne représentation d'un parhélie dans l'art.
Le Vädersolstavlan original, réalisé peu après les faits, est traditionnellement attribué à Urban målare. Ce tableau est perdu, mais il en subsiste une copie réalisée en 1636 par Jacob Heinrich Elbfas, conservée à la Storkyrkan de Stockholm. On a longtemps cru que cette copie était l'original, et que le travail d'Elbfas s'était limité à le restaurer, mais cette hypothèse a été démentie par le travail de restauration et d'analyse effectué en 1998-1999.
Le tableau est issu d'une période cruciale de l'histoire de la Suède, qui se sépare de l'union de Kalmar et adopte la Réforme protestante sous le règne de Gustave Vasa (1523-1560). Commandé par le réformateur Olaus Petri, son sens est resté obscur pendant plusieurs siècles en raison de la censure des controverses ayant opposé Petri au roi. Il devient une icône de l'Histoire de Stockholm à partir du XXe siècle.

## Le tableau

### Description
Le Vädersolstavlan se compose de deux parties : la moitié supérieure représente le parhélie en vue verticale, tandis que la moitié inférieure représente Stockholm en vue plongeante, tel qu'on le voyait depuis les hauteurs de Södermalm à la fin du Moyen Âge. Les bâtiments de brique et de pierre sont resserrés autour de l'église et du château (en), qui apparaissent en perspective descriptive (leur taille ne correspond pas à leurs dimensions réelles, mais à leur importance sociale). Des cabanes en bois émaillent la campagne de part et d'autre et de la ville, dans ce qui constitue aujourd'hui le centre-ville de Stockholm. La scène prend place dans la soirée, avec des ombres à l'Est, bien que le parhélie soit censé avoir eu lieu dans la matinée.
Le panneau de bois mesure 163 × 110 cm. Il se compose de cinq planches verticales, renforcées par deux lattes horizontales en queue d'aronde. Grâce à ces lattes, ainsi qu'au riflardage du dos, la déformation du support au fil du temps est restée minime, et l'œuvre ne présente que quelques fissures et attaques mineures d'insectes. L'étude dendrochronologique a permis de déterminer qu'il était constitué de planches de pin sylvestre, dont les anneaux concentriques remontent à diverses périodes entre les années 1480 et 1618 environ. Ce terminus post quem est cohérent avec la date de 1636 figurant sur le cadre et mentionnée dans les registres paroissiaux.
La couche inférieure, de couleur brique semi-transparente, est couverte d'une peinture mate contenant de l'huile de lin. Hormis des marques au centre des plus grands cercles, qui indiquent qu'ils ont été dessinés au compas, le tableau ne présente ni croquis préparatoires, ni couches intermédiaires, ce qui signifie que la composition a été réalisée directement élément par élément. C'est pour cette raison que l'horizon penche vers la droite. Des analyses aux rayons X ont montré que l'artiste a tenté de corriger cette inclinaison en ajoutant des montagnes sur l'horizon et en revoyant les flèches du château et de l'église. L'image est entourée d'une bordure qui n'a pas été peinte.

### Prototypes?

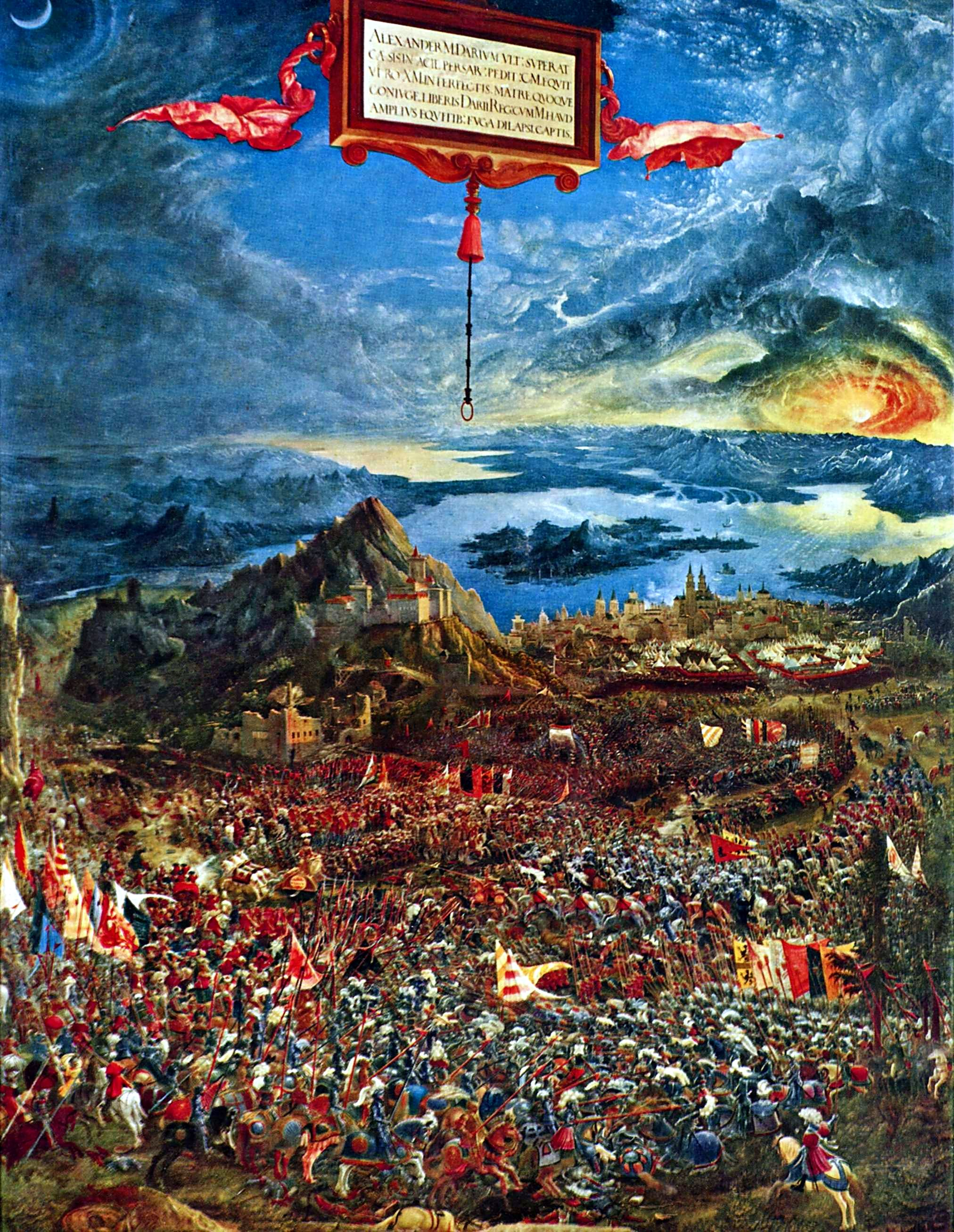
La Bataille d'Alexandre d'Albrecht Altdorfer.

Bien que ce tableau soit parfois associé à l'école du Danube, son histoire stylistique et iconographique reste à établir, d'autant qu'aucun pendant ne lui est connu en Suède. Une influence possible est celle de la Bible illustrée d'Erhard Altdorfer, commencée en 1530, qui s'inspire de Cranach et Dürer, avec des accents plus menaçants : ses gravures de l'Apocalypse sont porteuses d'un message évangélique rappelant celui du Vädersolstavlan. Il est possible que des copies des gravures d'Altdorfer soient arrivées en Suède via le commerçant allemand Gorius Holste, un proche d'Olaus Petri (le commanditaire du tableau) et Martin Luther qui vivait près de la place de Järntorget, à Stockholm.

Le tableau d'Albrecht Altdorfer La Bataille d'Alexandre (1529) présente une composition similaire à celle du Vädersolstavlan : un ciel réaliste, plein de symboles apocalyptiques aux sous-entendus politiques, surplombant un paysage détaillé, mais non réaliste (Altdorfer s'inspire de cartes et de l'armement de son époque, mais suit le récit des auteurs antiques). Le cadre surplombant la scène a pour équivalent une inscription ajoutée au Vädersolstavlan au XVIIe siècle. 

### Copie et restaurations

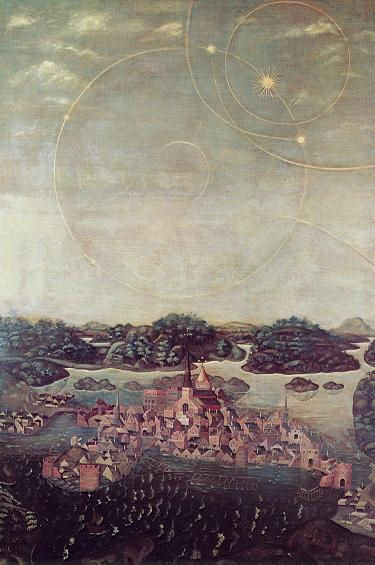
Le Vädersolstavlan avant…

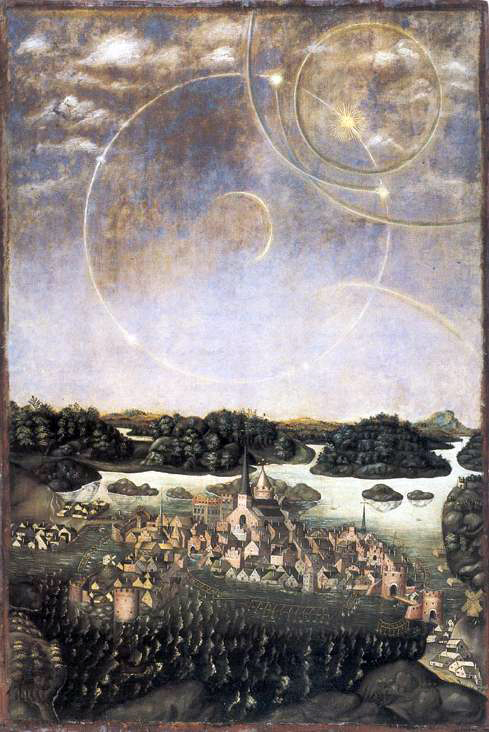
… et après la restauration de 1998-1999.

Le tableau original, perdu, est traditionnellement attribué à Urban målare, mais il n'existe que peu de sources sur les œuvres d'art des premières années de la dynastie Vasa, et cette attribution reste incertaine. Le fait qu'il ne subsiste qu'une copie du tableau rend l'apparition d'une confirmation définitive peu probable.
La première mention du tableau dans les registres paroissiaux date de 1636, lorsqu'un certain « Jacob Conterfeyer » est dit avoir « rétabli le tableau accroché au mur nord ». Conterfeyer a été identifié à Jacob Heinrich Elbfas (1600-1664), maître de guilde à partir de 1628 et peintre à la cour de la reine Marie-Éléonore à partir de 1634. À partir de cette mention, on a longtemps cru que le tableau était l'original de 1535, et qu'Elbfas l'avait simplement restauré, mais le travail de restauration et d'analyse réalisé en 1998-1999 a permis d'établir, notamment grâce à la dendrochronologie, que le tableau ne peut être qu'une copie, et en aucun cas l'original.
Avant cette restauration, le tableau était couvert de plusieurs couches de poussière et de vernis jauni, camouflant plusieurs détails du ciel et modifiant sa couleur : le bleu-gris original était recouvert par un bleu outremer mélangé à un agent fixant et appliqué à grands coups de pinceau. Le pigment bleu original était composé d'azurite, alors que celui des couches superficielles était du bleu de Prusse, un pigment utilisé à partir du XVIIIe siècle. Les registres paroissiaux mentionnent plusieurs retouches après 1636 : en 1885, le tableau est « vernis et restauré » par la peintre Aline Bernard (1841-1910), et à nouveau en 1907 par un certain Nils Janzon, qui s'est probablement contenté d'ajouter une couche de vernis.

Au moment de sa copie de 1636, le tableau est placé dans un cadre baroque avec un cartouche portant la légende suivante en latin, en suédois et en allemand : « Le vingtième jour du mois d'avril, ces signes furent visibles dans le ciel au-dessus de Stockholm d'un peu avant sept heures jusqu'à neuf heures du matin. » Leonard Lindh repeint le cadre en marron en 1885, modernise les textes suédois et allemand et ajoute sa signature en bas à droite. Le cadre est repeint en 1907, puis à nouveau vingt ans plus tard. Il retrouve alors sa couleur d'origine, et le texte original est également rétabli. 

## Histoire

### Gustave Vasa et Olaus Magnus
Élu roi de Suède en 1523, Gustave Vasa se retrouve confronté à plusieurs difficultés : il doit unifier les différentes provinces de son royaume derrière lui, parer aux menaces d'invasion danoise et lutter contre les visées allemandes sur le commerce de la Baltique. Le roi, qui voit des conspirations partout (parfois à juste titre), décide de fortifier sa capitale tout en y éliminant tout ennemi potentiel.
Peu après son couronnement, Gustave Vasa fait appel au prêtre Olaus Petri, dont les sermons réformateurs prononcés à Strängnäs sont parvenus à ses oreilles, et le nomme conseiller en 1524. L'année suivante, Petri est excommunié, mais le roi lui conserve toute sa confiance. Cependant, ils finissent par se brouiller à partir de 1527, lorsque Gustave applique la Réforme protestante avec force, confisquant ou détruisant églises et monastères. Bien qu'il soit lui aussi partisan de la Réforme, Petri s'élève contre ces pratiques dans ses sermons. Les adversaires politiques et religieux des deux hommes, parmi lesquels les partisans de la Contre-Réforme, ne font rien pour arranger la situation, bien au contraire.

### Les événements de 1535

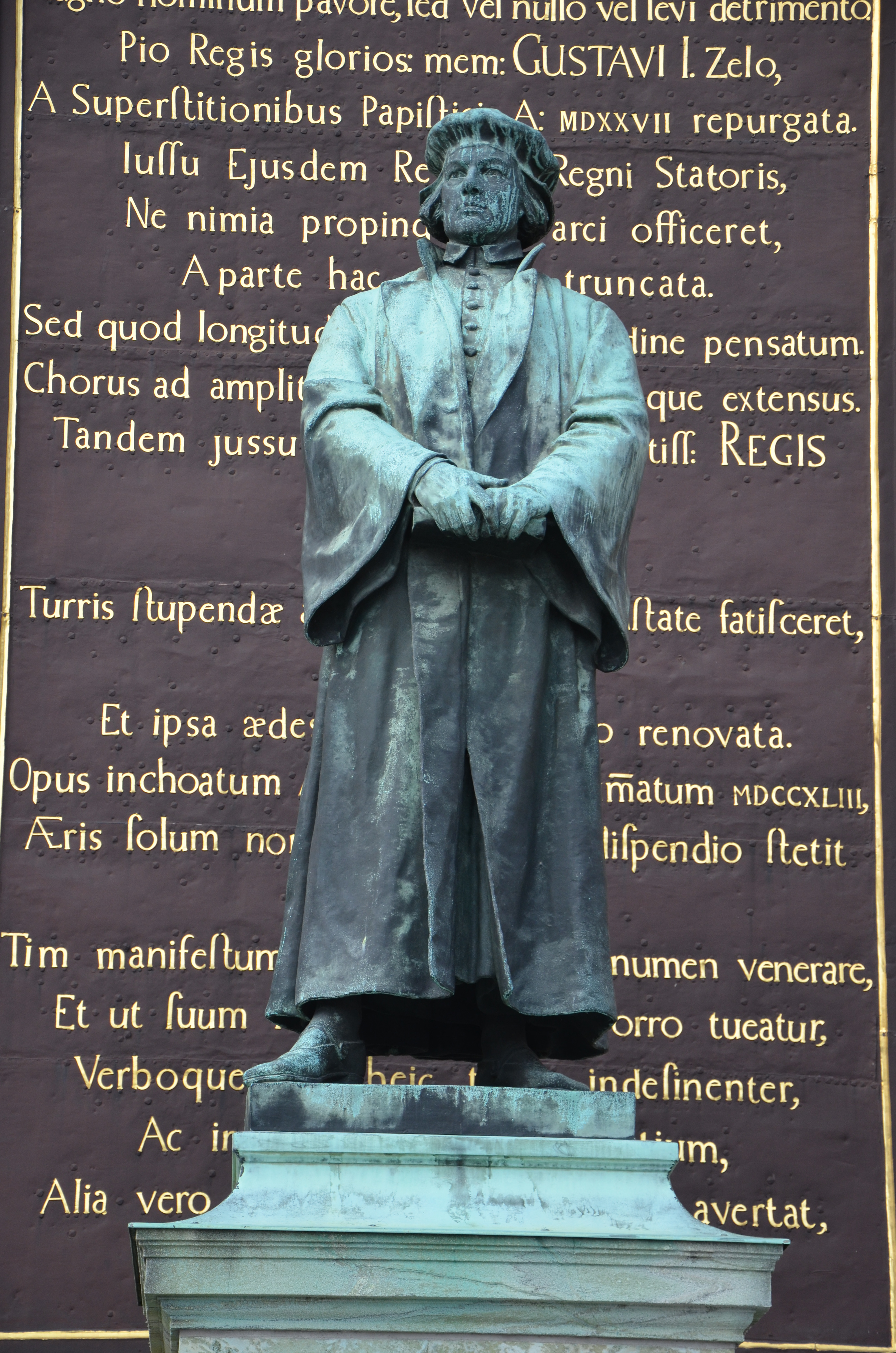
Statue d'Olaus Petri devant la Storkyrkan.

Les minutes du procès intenté par le roi Gustave à Olaus Petri et Laurentius Andrae en 1539-1540 constituent la principale source primaire sur le parhélie du 20 avril 1535. La première description de ce procès remonte au début du XVIIe siècle, dans la chronique du règne de Gustave rédigée par Erik Jöransson Tegel.
Le phénomène des parhélies est décrit dès le Moyen Âge, mais celui de 1535 semble avoir passablement troublé Petri et le maître des monnaies Anders Hansson. Petri l'interprète comme un avertissement divin, et commande la réalisation du Vädersolstavlan, qu'il fait suspendre en face de sa congrégation. Cependant, il n'est pas certain du sens à donner à cet événement. Dans un sermon prononcé durant l'été, il distingue deux types de présages, ceux utilisés par le diable pour détourner les hommes de Dieu, et ceux utilisés par Dieu pour éloigner les hommes du diable, mais difficilement distinguables les uns des autres. Il estime donc de son devoir d'avertir sa congrégation, principalement composés de citoyens allemands complotant contre le roi, ainsi que le roi lui-même.
Lorsque Gustave rentre à Stockholm, il fait emprisonner les Allemands les plus influents de la ville et accuse Petri d'avoir substitué à la loi ses propres « actes de foi ». Selon lui, le parhélie n'est en aucun cas un présage, puisque la situation céleste est revenue à ce qu'elle était auparavant. La découverte d'une « conspiration des poudres » l'année suivante, qui visait à le tuer en plaçant des explosifs sous son siège à l'église, le confirme dans cette vision des choses. Plusieurs exécutions ont lieu à la suite de l'éventement du complot, dont celle d'Anders Hansson, accusé de contrefaçon. De son côté, Petri s'en prend violemment à l'autorité royale, affirmant que le diable règne sur le monde, que Dieu punira les seigneurs et ceux qui leur obéissent, et que le monde, trop corrompu, est condamné. Il suscite encore plus la colère du roi en rédigeant une chronique dépeignant avec impartialité les événements de son temps. Le procès de 1539-1540 aboutit à une condamnation à mort pour les accusés, mais le roi leur accorde finalement sa grâce.

### Censure et oubli
La chronique de Tegel est publiée en 1622, mais le récit du procès et de la condamnation des réformateurs par le roi est expurgé, car jugé défavorable à la dynastie Vasa. Le manuscrit original n'est publié qu'en 1909. Cependant, d'autres témoignages du parhélie existent : le plus ancien est un manuscrit rédigé dans les années 1590 qui se contente de mentionner le phénomène, tandis qu'un traité sur les phénomènes météorologiques de 1608 le décrit comme « cinq soleils entourant le véritable avec ses anneaux, comme le représente encore la peinture suspendue dans la Grande église ».
Les événements tombent peu à peu dans l'oubli. En 1622, le diplomate danois Peder Galt s'enquiert de la signification du tableau, mais ne trouve personne pour l'éclairer dans toute la ville. Après avoir traduit en latin le texte suédois qui l'accompagnait, il conclut que le véritable soleil représente Gustave Vasa et les autres ses successeurs, en accord avec l'histoire récente du pays. Son interprétation est elle-même rapidement oubliée : un pamphlet allemand de 1632 décrit le tableau comme représentant trois arcs-en-ciel, une boule et une anguille suspendues dans le ciel stockholmois pendant quatre semaines en 1520, et l'interprète comme un signe de la libération prochaine de l'Allemagne par « le Lion du Nord », le roi Gustave Adolphe.
La première histoire ecclésiastique de Suède, publiée en 1642, s'essaie à son tour à une analyse du tableau. En s'inspirant d'un texte de 1620, elle affirme que les soleils seraient apparus au roi pro-catholique Jean III (1568-1592) sur son lit de mort, et celui-ci aurait commandé la peinture pour le salut des âmes de son royaume protestant. Ils seraient également apparus au roi Gustave Adolphe peu avant sa mort sur le champ de bataille de Lützen en 1632. Cette date de 1592 reste acceptée jusqu'aux années 1870, lorsque plusieurs auteurs établissent la véritable date de 1535. La publication du manuscrit complet de la chronique de Tegel, en 1909, permet de découvrir le véritable contexte de réalisation du tableau.

### Redécouverte

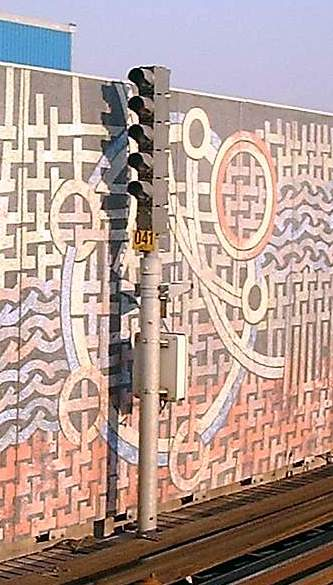
La décoration de la station de métro Gamla stan comprend une allusion au Vädersolstavlan.

À partir du XXe siècle, le Vädersolstavlan devient un symbole de l'histoire de Stockholm, souvent repris et adapté.
- Le billet de 1000 couronnes mis en circulation en 1989 présente un portrait de Gustave Vasa devant un paysage reprenant des détails du tableau[20].
- Deux timbres dessinés par Lars Sjööblom pour le 750e anniversaire de la ville, en mars 2002, reprennent des détails du tableau : l'un représente toute la vieille ville[21], l'autre seulement le château et l'église[22].
- Les anneaux solaires du tableau figurent en mosaïque sur l'un des murs de la station Gamla stan du métro de Stockholm, redécorée par Göran Dahl en 1998[23].
- Diverses boutiques vendent des puzzles, posters, cahiers ou autres objets dérivés du tableau.